# Vulío
Vulío è l'album-tributo che il cantautore italiano Joe Barbieri ha dedicato alla Canzone Napoletana.
Il disco è stato realizzato con il supporto dei chitarristi Nico Di Battista e Oscar Montalbano ed è composto da 17 brani (tra i quali un inedito dal titolo Vulesse 'o Cielo, quest'ultimo a firma dello stesso Barbieri e con la partecipazione della One Love Symphony Orchestra).
Dopo la pubblicazione del primo singolo (proprio Vulesse 'O Cielo) il 15 dicembre 2023, l'album è stato progressivamente reso pubblico attraverso una serie di EP contenenti 4 brani ciascuno e pubblicati a distanza di un mese l'uno dall'altro (rispettivamente il 12 gennaio, il 29 febbraio e il 22 marzo). Gli ultimi quattro brani, invece, sono stati pubblicati direttamente con la release dell'album, avvenuta il 19 aprile.
Tutto il materiale (singolo, EP e album) è stato realizzato per l'etichetta Microcosmo Dischi.
A giugno dello stesso anno, il disco si guadagna la nomination alle Targhe Tenco, nella categoria "miglior album di interprete".

## Tracce
1. Era De Maggio – 4:35
2. Don Salvato' – 3:52
3. Munasterio 'E Santa Chiara – 3:54
4. Quantu Tiempo Ce Vo' – 3:15
5. Accarezzame – 4:54
6. Nun Te Scurda' – 3:51
7. Santa Lucia Luntana – 3:00
8. 'Na Bruna – 2:37
9. Reginella – 4:28
10. Cu 'Mme – 3:26
11. 'O Surdato 'Nnammurato – 4:08
12. Lazzarella – 4:04
13. Cammina Cammina – 3:25
14. Voglia 'E Turna' – 3:44
15. Passione – 5:26
16. Dicitencello Vuje – 4:08
17. Vulesse 'O Cielo – 3:49